# Aeschynomene rhodesica
Aeschynomene rhodesica är en ärtväxtart som beskrevs av Hermann August Theodor Harms. Aeschynomene rhodesica ingår i släktet Aeschynomene och familjen ärtväxter. Inga underarter finns listade i Catalogue of Life.